# Pachyschelus subatratus
Pachyschelus subatratus là một loài bọ cánh cứng thuộc chi Pachyschelus, họ Buprestidae. Loài này được Cobos mô tả khoa học năm 1990.